# San Juan (Colorado)
San Juan, 616 km (383 milja) dug pritok Colorada na zapadu SAD-a. San Juan izvire podno južnih padina planina San Juan u Coloradu. Rijeka je poznata po svojim meandrima koji su nastali u dalekoj prošlosti dok je probijala svoj put prema Coloradu izdobivši, kroz stjenovite Pennsylvanian Hermosa-formacije u planinama Elk, kanjone duboke 300 metara (1.000 stopa). Jedno takvo mjesto gdje nakon preko pet milja svoga toka linearno pređe tek jednu milju proglašen je državni park Goosenecks u Utahu. Ribolov i rafting.

## Galerija
- Rafting